# 오피다 (마르케주)

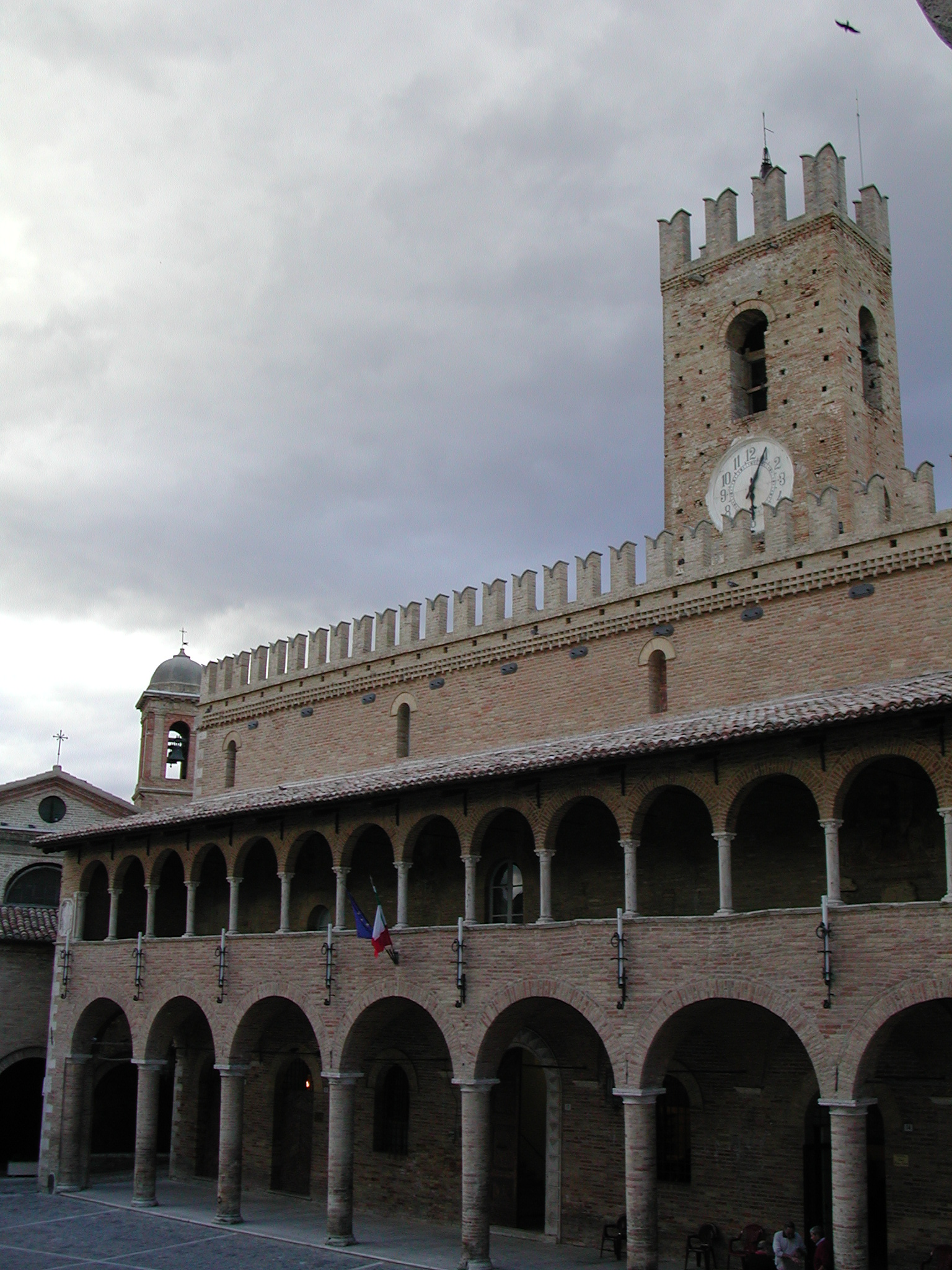

오피다(Offida, 이탈리아어: [ofˈfiːda])는 이탈리아 마르케주 아스콜리피체노도에 있는 코무네(자치단체)로, 안코나에서 남쪽으로 약 80km, 아스콜리에서 북동쪽으로 약 12km 떨어져 있다. 피케노(Piceno)는 테시노(북쪽) 강과 트론토(남쪽) 강 계곡 사이의 바위 기슭에 있다. 이탈리아의 가장 아름다운 마을(I Borghi più belli d'Italia) 중 하나이다.

## 역사
오피다의 기원에 대해 논란이 있다. 영토의 경우 피체니(Piceni, 기원전 7~5세기)의 무덤과 고대 로마 유적이 발견되었다. 그러나 이 도시는 롬바르드족의 침략을 피해 주민들이 오피다를 포함한 여러 성을 이 지역에 세웠던 서기 578년부터만 알려져 있다. 최초의 역사적 언급은 파르파 수도원이 오피다 성을 인수한 1039년으로 거슬러 올라가며, 1261년 교황 우르바노 4세에 의해 확인되었다.
아스콜리와 페르모 코무네 간의 전쟁 중에 오피다는 후자의 편을 들었다. 16세기 초 오피다는 아스콜리와 휴전 협정을 맺었고 같은 기간 파르파 수도원의 모든 땅은 교황령으로 넘어갔다.
19세기 후반부터 농업 중심의 경제가 수공업에 의존하기 시작했다.